# Manda-Inakir
Manda-Inakir ist ein System von Schlackenkegeln und Spaltenvulkanen an der Grenze von Äthiopien und Dschibuti. Die letzte Eruption 1928 erzeugte den Schlackenkegel Kammourta.